# Liste von Zeitungen und Zeitschriften in Guinea-Bissau

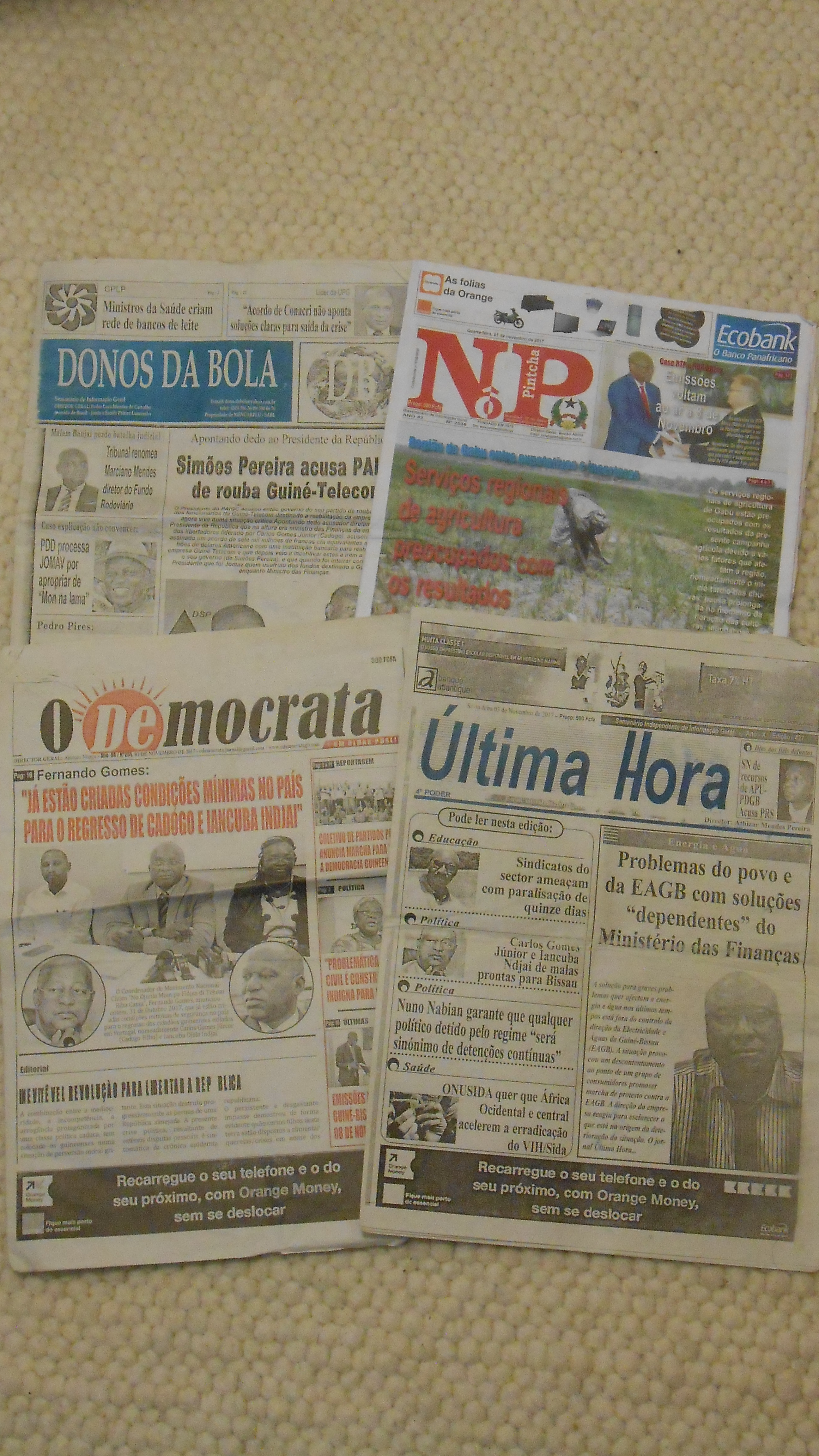
Eine Auswahl an Zeitungen aus Guinea-Bissau

Die Liste von Zeitungen und Zeitschriften in Guinea-Bissau listet Zeitungen und Zeitschriften auf, die im westafrikanischen Land Guinea-Bissau produziert und herausgegeben werden.
Alle Zeitungen sind in der offiziellen Staatssprache Portugiesisch geschrieben und haben keine oder nur wenig Anteile in Guineabissauischem Kreol.
Auch einige portugiesische Zeitungen kursieren im Land, etwa die Sportzeitung A Bola.
Die Liste erhebt keinen Anspruch auf Vollständigkeit.

## Zeitungen
| Name                | Erscheinungsweise | Auflage | Gründung     | Direktor                       | Website/Quelle                                                                                              | Preis, Bemerkung                                                                                           |
| ------------------- | ----------------- | ------- | ------------ | ------------------------------ | --- | --- |
| Nô Pintcha          | zweiwöchentlich   | 1.000   | 1975         | Simão Abina                    | www.jornalnopintcha.gw (zeitweise ausgesetzt, ersetzt durch die Facebook-Seite www.facebook.com/jnopintcha) | 500 FCFA; bis 1993 einzige Zeitung des Landes                                                              |
| O Democrata         | Wochenzeitung     | 1.000   | 2013         | António Nhaga                  | www.odemocratagb.com                                                                                        | 500 FCFA, /                                                                                                |
| Donos Da Bola       | Wochenzeitung     | 1.000   | 2015         | Pedro Lucas Mendes de Carvalho | / | 500 FCFA, /                                                                                                |
| Última Hora         | Wochenzeitung     | 500     | 2007         | Athizar Mendes Pereira         | / | 500 FCFA, /                                                                                                |
| Gazeta de Notícias  | Wochenzeitung     |         | 1990er Jahre | Humberto Monteiro              | www.gazeta.gaznot.com                                                                                       | ?, möglicherweise nur noch online                                                                          |
| Correio de Bissau   | Wochenzeitung     |         | 1995         | João de Barros                 | /, | ?, Nachfolgeprojekt des 1993 gegründeten Expresso de Bissau, der ersten (halb-)privaten Zeitung des Landes |
| Wandan/Independente |                   |         | 1990er Jahre | Milocas Pereira                | | um das Jahr 2000 geschlossen, Redaktion im Bürgerkrieg 1998 verwüstet                                      |
| Banobero            |                   |         | 1990er Jahre | Fernando Pereira               | | um das Jahr 2000 geschlossen                                                                               |

## Zeitschriften
- Soronda - Revista de Estudos Guineenses (seit 1985)